# 許財利
許財利（1947年11月5日—2007年2月19日），台灣政治人物，基隆市人，曾任基隆市議會議長、基隆市市長，2007年在第二任期內病逝，是迄今唯一連任成功但未能做完任期的國民黨籍市長。

## 生平
許財利出生於基隆市七堵區，從小家裡在市場開豬肉攤，後來許家靠此發達。許財利的學歷並不高，但他靠著親和力，從基層的鄰長、里長一路做到後來連續五任的基隆市議員，在當選市長前曾連任三屆基隆市議長。1997年，許財利退出中國國民黨，以無黨籍身分參選基隆市長，敗於民主進步黨籍的李進勇。2001年，許財利回到中國國民黨，並代表泛藍再次參選基隆市長，成功擊敗了尋求連任的李進勇。其出身基層，一路過關斬將的經歷，中國國民黨前黨主席馬英九稱許為一部「活的地方自治史」。
2002年6月4日，基隆發生六四水災，許財利在巡視西定河的高架道路工程時不慎受傷，導致腳部引發蜂窩性組織炎，最後被迫截去左腳三根腳趾。此後許財利的健康問題就一直備受關注。
許財利以出身基層為榮，2005年中華民國地方公職人員選舉期間，許財利尋求連任。但是這次許財利除了需面對泛綠參選的台聯黨陳建銘及民進黨王拓以外，還要面臨同屬泛藍的親民黨籍立法委員劉文雄。在選戰前期，許財利的民調一直落後劉文雄許多。但到了選戰後期，剛就任國民黨主席不久的馬英九，多次前來基隆輔選許財利，以「馬利兄弟，共創佳基」共稱，並在選舉當天，不畏外界批評，親至基隆陪同許財利投票。此舉讓許財利擊敗對手順利連任。而許多地方政治人物都認為，馬英九對許財利的相挺，對泛藍選民產生棄保效應，是許財利獲勝的關鍵。
2006年9月21日，基隆地方法院對基隆市公車處購地弊案進行一審宣判。許財利被指控在2001年利用市長職權，施壓下屬採購自己與人合資購買的五豐化學工業股份有限公司七堵工廠所在地（該廠已停工多年，荒廢至2007年上半年被全部拆除）作為基隆市公共汽車管理處六堵保養場預定地，藉此圖謀私利，高等法院更五審獲判公訴不受理，全案定讞。
2006年12月21日，國民黨次團「五六七大聯盟」宣布將於12月23日發動連署罷免許財利；連署發起人張斯綱強調，完全是自發行為，和黨中央或地方黨部無關。同日，國民黨發言人黃玉振表示，黨中央決定由基隆市黨部負責罷免許財利一案；有年輕黨員願意發動罷免案，中央也贊成，請基隆市黨部配合辦理。2006年12月23日，五六七大聯盟在基隆車站大門前展開連署。
2007年1月，許財利因糖尿病病情惡化與腎功能不佳，住進長庚醫院基隆院區加護病房。2007年2月2日，許財利出院，但需隔天洗腎。2007年2月19日（大年初二）清晨，許財利在市長官邸被其妻發現四肢僵硬。送醫搶救無效，在當天上午7時20分病逝，享年60歲。死因為糖尿病導致蜂窩性組織炎引發敗血症。

## 選舉紀錄
| 年度 | 選舉屆數               | 選舉區           | 所屬政黨   | 得票數  | 得票率 | 當選標記 | 備註 |
| ---- | ---------------------- | ---------------- | ---------- | ------- | ------ | -------- | ---- |
| 1982 | 第十屆基隆市議員選舉   | 基隆市第七選舉區 | 中國國民黨 |         |        |          |      |
| 1986 | 第十一屆基隆市議員選舉 | 基隆市第七選舉區 | 中國國民黨 |         |        |          |      |
| 1990 | 第十二屆基隆市議員選舉 | 基隆市第七選舉區 | 中國國民黨 |         |        |          |      |
| 1994 | 第十三屆基隆市議員選舉 | 基隆市第七選舉區 | 中國國民黨 |         |        |          |      |
| 1997 | 第十三屆基隆市市長選舉 | 基隆市           | 無黨籍     | 33,099  | 19.28% |          |      |
| 1998 | 第十四屆基隆市議員選舉 | 基隆市第七選舉區 | 無黨籍     | 4,714   | 23.78% |          |      |
| 2001 | 第十四屆基隆市市長選舉 | 基隆市           | 中國國民黨 | 100,070 | 58.09% |          |      |
| 2005 | 第十五屆基隆市市長選舉 | 基隆市           | 中國國民黨 | 76,162  | 41.14% |          |      |

## 註腳
1. ↑  . 大紀元. 2007-02-20  [2022-10-01]. （原始内容存档于2022-10-04）.